# Tryon (North Carolina)
Tryon is een plaats (town) in de Amerikaanse staat North Carolina en valt bestuurlijk gezien onder Polk County.

## Demografie
Bij de volkstelling in 2000 werd het aantal inwoners vastgesteld op 1760.
In 2006 is het aantal inwoners door het United States Census Bureau geschat op 1748, een daling van 12 (-0.7%).

## Geografie
Volgens het United States Census Bureau beslaat de plaats een oppervlakte van
4,8 km², waarvan 4,8 km² land.

## Plaatsen in de nabije omgeving
De onderstaande figuur toont nabijgelegen plaatsen in een straal van 20 km rond Tryon.

## Geboren in Tryon
Nina Simone (1933-2003), singer-songwriter, pianiste en burgerrechtenactiviste